# Solanum morii
Solanum morii är en potatisväxtart som beskrevs av Sandra Diane Knapp. Solanum morii ingår i släktet skattor som ingår i familjen potatisväxter. Inga underarter finns listade i Catalogue of Life.